# 神秘神学
神秘神学（英語: Mystical theology）は、キリスト教神秘主義のキリスト教神学。

## 特徴
神秘神学では受動的に、つまり神の個人における特別な働きの結果を考察する。ここでは観想が重んじられ、そこにおける神秘的一致を説く。

## 歴史
神秘神学の根拠は新約聖書のなかのキリストの生き方のうちにすでに見られ、パウロの手紙のなかで展開されている。
神秘神学という言葉は4世紀のマルケルス･アンキュラヌスによって使われ始めた。
5世紀から6世紀の偽ディオニュシウス文書では理性や信仰の次元を超越する神についての体験的知識を指した。

## 作品
代表的な著作として以下が挙げられる。
- 『素朴な魂の鏡（英語版）』マルグリット・ポレート（1310年没）
- 『霊的婚姻』ヤン・ヴァン・ルースブルック（1381年没）
- 『神の愛の啓示』ノリッジのジュリアン（1416年以降？没）
- 『キリストに倣いて』[3]トマス・ア・ケンピス（1471年没）
- 『罪人のためのガイド(Guía de pecadores)』ルイス・デ・グラナダ（1588年没）
- 『霊魂の城』[4]アビラのテレサ（1582年没）
- 『暗夜』[5]十字架のヨハネ（1591年没）